# Villa Corsini a Castello
Villa Corsini si trova in via della Petraia, 38 nella zona collinare di Castello, a nord del centro storico di Firenze ed è una pregevole villa costruita in epoca barocca.
Dal dicembre 2014 il Ministero per i beni e le attività culturali la gestisce tramite il Polo museale della Toscana, nel dicembre 2019 divenuto Direzione regionale Musei.

## Storia

### Origini
Fu costruito un primo podere in questo luogo per la famiglia Strozzi nel corso del Quattrocento, e fu venduta, in seguito all'esilio di Palla Strozzi per la sua opposizione a Cosimo il Vecchio, alla famiglia Rinieri nel quarto decennio del XV secolo, come un'abitazione signorile in stile rurale piuttosto semplice, dotata di un grande terreno coltivato ad orto, olivo e vite e di un edificio per i lavoratori.
|  |  |

I Rinieri apportarono i primi miglioramenti alla villa ed al parco, chiamando il Tribolo, l'architetto che poi presentarono a Cosimo I e che realizzò il Giardino della Villa medicea di Castello e, soprattutto, il capolavoro del giardino di Boboli. Fu così realizzato un primo giardino all'italiana con sculture, delle quali rimane una pregevole statua di fiume personificato un tempo facente parte di una fontana. In questo periodo inoltre i due edifici (signorile e da lavoratore) vengono da un uniti con un corpo centrale con una loggia su tre lati: ancora è visibile sul prospetto del lato sud, il bugnato e le tipiche finestre cinquecentesche con cornici e mensoloni. Alla realizzazione del giardino collaborò anche Pierino da Vinci.
Di lì a poco la villa fu di nuovo ceduta prima ai Sangalletti (nel 1571), poi confiscato e rivenduto a un membro della famiglia Donati (1597), infine dopo altri numerosi passaggi, entra a far parte dei possedimenti granducali di Cosimo II nel 1618, che aggiunge la villa ai numerosi possedimenti medicei nella zona di Castello.

### I Corsini
Ma ancora la proprietà viene ceduta, prima ai Cervieri poi, con un lascito testamentario ai padri Gesuiti di San Giovanni, infine, pur privata di una grande fetta del podere entrato di nuovo nei possedimenti medicei, fu acquistata da Lucrezia Rinuccini, moglie di Filippo Corsini nel 1697.
La villa andò a completare i possedimenti residenziali dei Corsini in città, i quali potevano così vantare un lussuoso palazzo cittadino, un casino urbano con giardino (il Giardino Corsini) ed una villa suburbana dove trascorrere la cosiddetta villeggiatura, il cui nome deriva proprio dal termine villa.
Restò nei possedimenti della famiglia fino al secondo dopoguerra.

### Ristrutturazione barocca

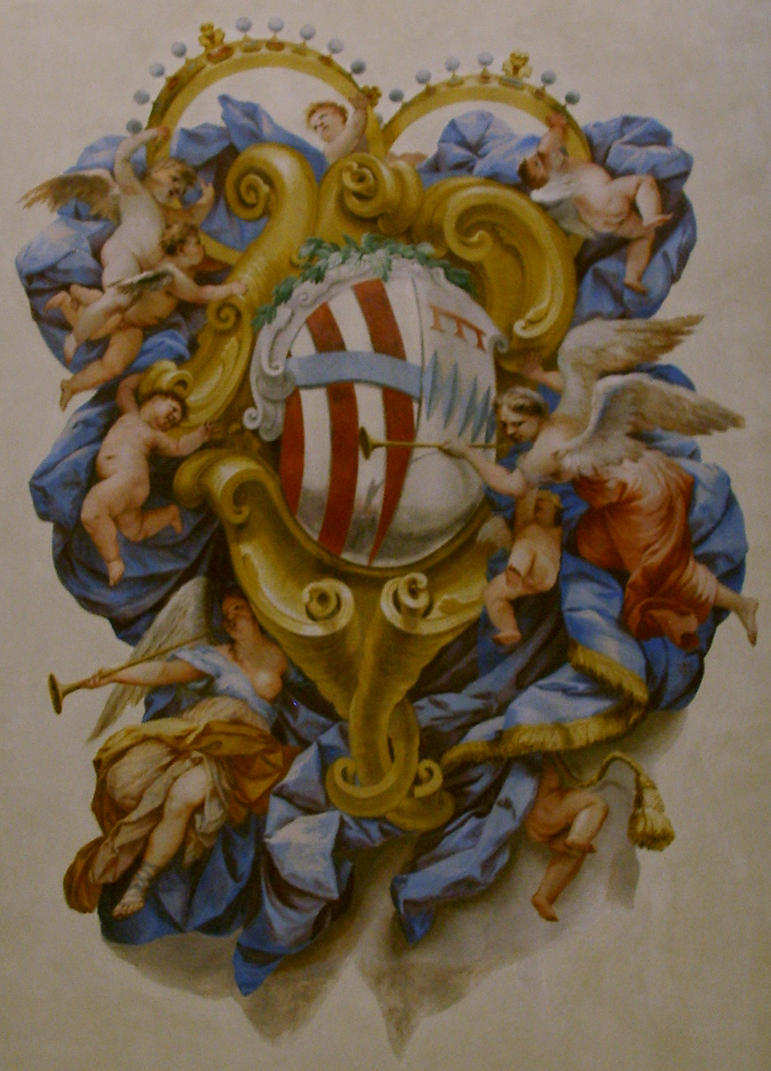
Stemma sul soffitto del salone

Giovan Battista Foggini diresse i lavori per la profonda ristrutturazione della villa e del giardino (in passato si era ritenuto artefice anche Antonio Ferri, creatore del palazzo sul Lungarno), sovrapponendo una nuova struttura barocca all'impianto cinquecentesco. La nuova facciata per esempio si sovrappone alla precedente struttura dei piani e delle finestre, con nuove cornici, lesene e decorazioni stucco, riutilizzando così la struttura preesistente.
Al centro della facciata principale venne realizzato un grande portale con un balcone sovrastante, sul quale svetta lo stemma dei Corsini e un grande orologio circondato da festoni. Le ali laterali presentano un balcone ornato da vasi sulla balaustra, situato all'ultimo piano, elemento tipico del Seicento, fin dietro la facciata. Sul lato del giardino venne invece creato un prospetto con un loggiato, al quale corrisponde al primo piano una grande apertura con arco ribassato.
Il cortile interno, con colonne su tre lati, fu ridecorato soprattutto sul lato chiuso, con nuove cornici e finti archi, mentre dentro la villa fu creato un sontuoso salone affrescato con scene paesaggistiche incorniciate da stucchi. La decorazione attuale del salone risale ai lavori di Niccolò Contestabile che dipinse a tempera su parete una serie di Paesaggi con rovine nel 1805.
Infine fu aggiunto sul lato nord dell'edificio una piccola cappella privata, dedicata ai Santi Cosma e Damiano, oggi priva degli arredi originali, andati dispersi.

## Il giardino

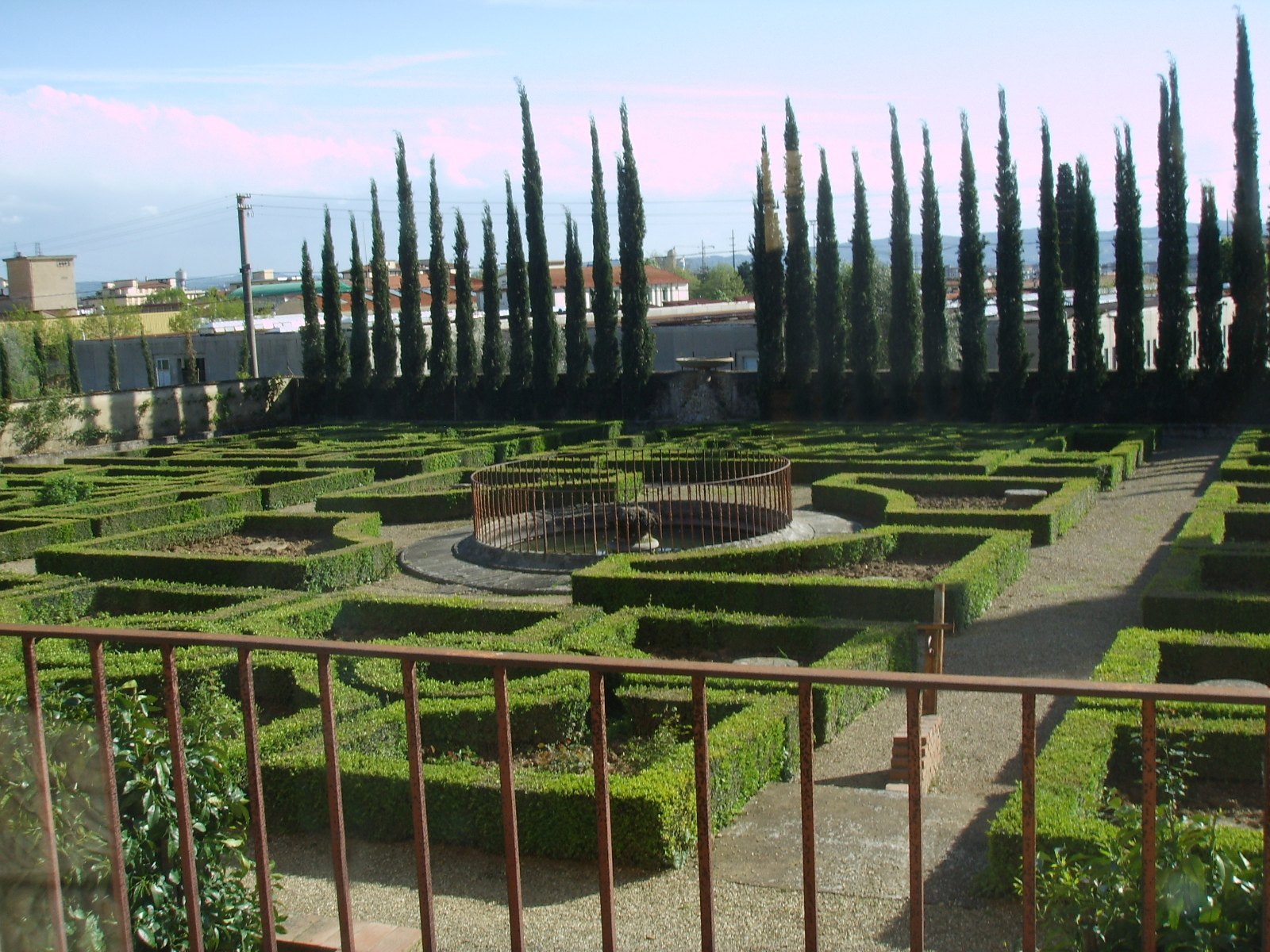
Il giardino

Il giardino venne ristrutturato su tre ambienti scenografici principali. Il primo, a sud, è il tipico giardino all'italiana decorato con le aiuole geometriche di bosso attorno ad una vasca circolare in pietra. È detto anche giardino murato perché vi corre intorno un muro di cinta.
Il secondo ambiente consiste nel selvatico cioè in una zona boscosa posta a nord, composta per lo più da cipressi, lecci ed alloro e che inglobò le ragnaie cinquecentesche, cioè le zone boscose dove si tendevano le reti per la cattura degli uccelli. All'interno di questa zona il parco si arricchì di elementi alla francese, con una fontana affiancata dalle due rampe a ventaglio di una scalinata ricurva, chiusa intorno da quinte boscose. L'acqua ancora esce da una testa equina incorniciata da volute in stile rocaille e sormontata da una corona in pietra. Da qui parte un sentiero che porta all'edicola nella quale fu sistemata la statua fluviale del Tribolo, rimossa dalla vecchia fontana che fu smantellata.
Infine il terzo ambiente al centro è il cosiddetto giardino semicircolare delle quattro stagioni, così chiamato per la scenografica quinta, in realtà di forma semi-ellissoidale, decorata da pilastri, panchine e dalle statue delle quattro stagioni scolpite da Isidoro Franchi nel 1702-1703. Questa zona, al termine di un viale di lecci, crea una veduta dal corpo principale della villa con la zona delle scuderie. Fino alla metà dell'Ottocento da qui si dipanava un'altra vasta area usata come galoppatoio, alienata e poi smantellata già nei primi del Novecento.
Al giardino formale si affianca poi il podere, diviso da un filare di cipressi, coltivato soprattutto a vite e olivo.

## La collezione archeologica

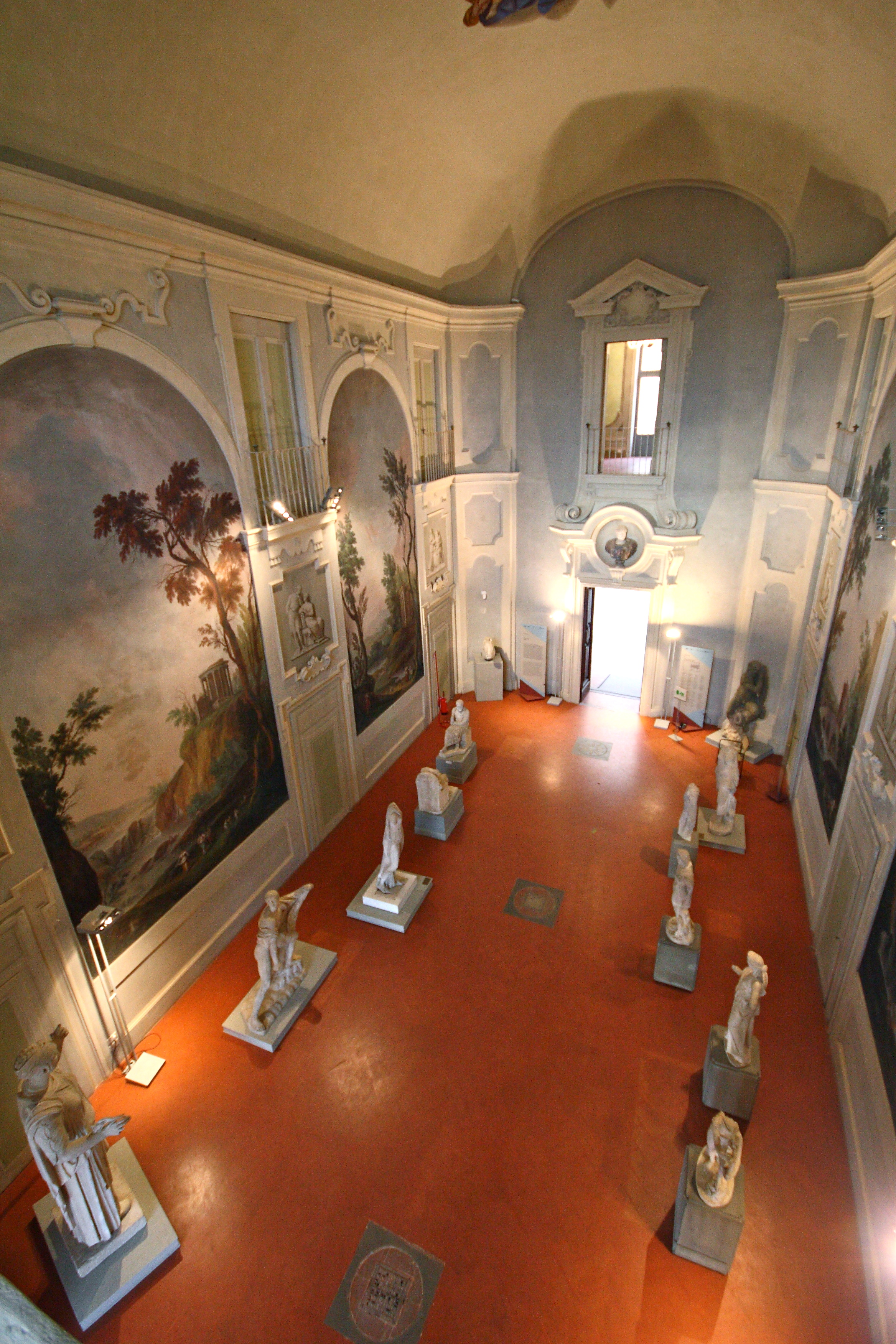
Il salone

Oggi nella villa, dopo l'acquisto del complesso negli anni '50 da parte della Soprintendenza, sono esposte le collezioni di scultura e di epigrafia antica provenienti dal Museo archeologico nazionale di Firenze e dagli Uffizi. 
Nello scenografico salone sono conservati i pezzi migliori di scultura greca e romana, fra le quali un leone originale greco proveniente da un figlio di Niobe, replica romana di un originale del II secolo a.C., inspiegabilmente separata dal resto del gruppo scultoreo che oggi si trova agli Uffizi. Nel cortile sono esposte alcune statue etrusche e il grande cippo in pietra arenaria proveniente da Settimello.
Purtroppo negli interminabili lavori di riallestimento degli Uffizi molti pezzi già facenti parte del percorso espositivo sono stati ritirati per privilegiare il famoso museo cittadino, compromettendo alcune sale, tra cui quelle che ricostruivano il "Ricetto delle iscrizioni", un ambiente storico degli Uffizi stessi. Con l'indipendenza ministeriale ottenuta dal Museo archeologico nazionale, con cui la villa compone un complesso museale unito, si spera che, una volta completato il riallestimento del museo archeologico, si possa mettere mano anche a un riordino delle collezioni di villa Corsini e a un aggiornamento del suo allestimento, magari attingendo anche ai ricchissimi materiali che conserva nei depositi.